# Francisco Robles Ortega
Francisco Robles Ortega (ur. 2 marca 1949 w Mascota) – meksykański duchowny katolicki, były arcybiskup Monterrey, od 2012 arcybiskup Guadalajary, od 2007 kardynał prezbiter.

## Życiorys
Filozofię studiował w seminarium w Guadalajarze, a teologię w seminarium w Zamorze.
20 lipca 1976 przyjął święcenia kapłańskie, po czym kontynuował studia w Rzymie, gdzie uzyskał doktorat z teologii dogmatycznej na Papieskim Uniwersytecie Gregoriańskim (1976-1979).
Był wikariuszem w parafii Matki Bożej z Guadalupe w Autlán i prefektem odpowiedzialnym za naukę i dyscyplinę w niższym seminarium w Autlán (1979-1980). Sprawował też funkcję kapelana sióstr zakonnych (1979), ojca duchownego w niższym seminarium w Autlán (1980), rektora seminarium w Autlán (1980-1985), konsultora diecezjalnego, przewodniczącego Rady Kapłańskiej i członka Komisji ds. Stałej Formacji Duchowieństwa oraz Diecezjalnej Komisji Nauki Wiary. Był wikariuszem generalnym diecezji Autlán (1985-1991), diecezjalnym promotorem sztuki sakralnej (1987), asystentem Diecezjalnej Komisji Spraw Ekonomicznych (1988), wykładowcą filozofii i teologii w seminarium w Autlán.
30 kwietnia 1991 Jan Paweł II mianował go biskupem pomocniczym w Toluca (tyt. Bossa), a 5 czerwca otrzymał sakrę biskupią. Był wiceprzewodniczącym synodu diecezjalnego.
Po śmierci bpa Torresa 15 października 1995, został mianowany administratorem diecezjalnym, a 15 czerwca 1996 biskupem diecezjalnym Toluki, w której rządy objął 15 lipca.
25 stycznia 2003 Jan Paweł II mianował go arcybiskupem Monterrey. Ingres odbył się 28 kwietnia 2003.
Na konsystorzu z dnia 24 listopada 2007, z nominacji Benedykta XVI, został włączony do grona kardynałów prezbiterów z tytułem Santa Maria della Presentazione.
7 grudnia 2011 mianowany arcybiskupem Guadalajary. Ingres miał miejsce 7 lutego 2012.
W latach 2012–2018 był przewodniczącym Konferencji Episkopatu Meksyku (Conferencia del Episcopado Mexicano).
Brał udział w konklawe 2013, które wybrało papieża Franciszka oraz w konklawe 2025, które wybrało papieża Leona XIV.